# Vojvodina Parma i Piacenza
Vojvodina Parma i Piacenza (tal. Ducato di Parma e Piacenza, službeno latinski Ducatus Parmae et Placentiae), talijanska državica iz vremena prije ujedinjenja Italije. Stvorena je 1545. godine od dijelova Vojvodine Milana južno od rijeke Po kao leno nezakonita sina pape Pavla III. Petra Luja Farnesea sa središtem u gradu Parmi.
Godine 1556. drugi vojvoda Oktavijan Farnese dobio je grad Piacenzu, postavši tako i vojvoda Piacenze, pa je otada država nazivana Vojvodine Parma i Piacenza. Kroz povijest službena imena bila su na službenom latinskom Ducatus Placentiae et Parmae, Ducatus Parmae et Placentiae i Ducatus Parmae, Placentiae e Guastallae, na govornom talijanskom Ducato di Piacenza e Parma, Ducato di Parma e Piacenza i Ducato di Parma, Piacenza e Guastalla, tj. "Vojvodina Piacenza i Parma", "Vojvodina Parma i Piacenza" te "Vojvodina Parma, Piacenta i Guastalla" (1748. – 1802., 1815. – 1847.). Glavni grad bila je Parma, a ostali glavni gradovi bili su Piacenza i Guastalla. Društveni slojevi bili su plemstvo, kler, buržoazija i puk.
Obitelj Farnese nastavila je vladati sve do svojega nestanka 1731. godine kada je vojvodinu naslijedio mladi sin kralja Španjolske don Karlo čija je majka Izabela Farnese bila nasljednica Farnesea. On je vladao do kraja Rata za poljsku baštinu 1735. kada je Parma prepuštena cesaru Karlu VI. u zamjenu za Dvije Sicilije.
Od 1736. do 1748. bila je ovisna država Svetog Rimskog Carstva.
Habsburgovci su vladali samo do sklapanja Aachenskog mira 1748. kada je prepuštena Burboncima u osobi don Filipa, mlađega brata don Karla, iz sicilsko-parmsko-piacentinskog ogranka Burbonaca, nastale iz španjolskog ogranka Burbonaca. Filip je također stekao malenu Vojvodinu Guastallu. Kao vojvoda Filip, postao je osnivač Parmskih Burbonaca s vlašću nad Vojvodinama Parmom, Piacenzom i Guastallom (lat. Ducatus Parmae, Placentiae e Guastallae). U ovom se vojvodstvu govorilo latinskim, talijanskim i emilijansko-romanjolskim.
Najveći opseg vojvodstvo je imalo 1858. godine, kad se prostirala na 6114,46 km². Godine 1859. u njoj je živjelo 500 603 stanovnika.
Svibnja 1859. zamrli su pučki nemiri usmjereni na uniju vojvodstva sa savojskim kraljevstvom. 9. lipnja 1859. vojvotkinja regentica Luiza Marija i sin Robert I. bili su prisiljeni napustiti vojvodinu, prethodno ispostavivši vlastito razočaranje kroz prosvjedno pismo.  15. rujna 1859. proglašen je pad burbonske dinastije i 30. studenoga Parma je ušla u Ujedinjene Provincije Središnje Italije koje je vodio Carlo Farini. Godine 1860. bivša je vojvodina prošla kroz plebiscitom od 12. ožujka u Kraljevinu Sardiniju, i grad Piacenza, koja je 1848. bila prva koja je glasovala za pripajanje savojskoj državi, zaslužila je naslov "Prvorođenja kraljevine Italije" ("Primogenita del regno d'Italia"). Kraj vojvodstva dugih je godina bio uzrokom demografskog pada, kao posljedica zatvaranje države i vojvodskog dvora; promjena sustava izazvala je gubitak brojnih gospodarskih aktivnosti, prouzročivši posljedični društveni i ekonomski pad.

## Više informacija
- Parmski Burbonci
- Popis vojvoda Parme
- Pretendenti na prijestolje Parme
- Povijesne države Italije
- Vojvodina Guastalla

## Vanjske poveznice
- Foto Palazzo del Giardino sede EFSA
- Bandiere nella Storia del ducato
- Bandiere e cronologia storica del ducato Nepoznati parametar |lingua= zanemaren (prijedlog zamjene: |language=) (pomoć)
- Sito dedicato alla Real Casa di Borbone di Parma
- Sito dei castelli del Ducato di Parma e Piacenza